# Sede de la Johnson Wax
La sede de la Johnson Wax es la sede mundial y el edificio administrativo de la S. C. Johnson & Son, situada en Racine, Wisconsin, Estados Unidos. Diseñado por el arquitecto estadounidense Frank Lloyd Wright para el presidente de la empresa, Herbert F. "Hib" Johnson, el edificio fue construido entre 1936 y 1939. También conocido como Edificio Administrativo de la Johnson Wax, fue designado junto con la cercana Torre de Investigación de la Johnson Wax (construida en 1944-1950) un Hito Histórico Nacional en 1976 con el nombre de Edificio Administrativo y Torre de Investigación, S.C. Johnson and Son.

## Diseño
La sede de la Johnson Wax se situaba en una zona industrial y Wright decidió crear un entorno cerrado iluminado desde arriba, como había hecho con el Larkin Administration Building. El edificio muestra la interpretación de Wright del streamline moderne, popular en la década de 1930. En una ruptura con las anteriores estructuras de Wright de Prairie School, el edificio tiene muchas formas curvilíneas y por tanto fueron necesarios más de doscientos diferentes ladrillos curvos "Cherokee red" para crear las amplias curvas del interior y el exterior. El mortero entre los ladrillos se colocó en el estilo tradicional de Wright para acentuar la horizontalidad del edificio. La tonalidad rojiza, cálida, de los ladrillos se usó también en la losa de hormigón pulido; las  columnas dendriformes de piedra blanca crean un contraste sutil pero impactante. Todo el mobiliario, fabricado por Steelcase, fue diseñado para el edificio por Wright y reflejaba muchos de los rasgos únicos del edificio.
La entrada está dentro de la estructura, penetrando por un lado del edificio con una marquesina cubierta en el otro lado. La marquesina está sostenida por versiones más bajas de las columnas de hormigón dendriformes (con forma de árbol) de hormigón armado que aparecen en la Gran Sala de Trabajo. El bajo techo de la marquesina crea una compresión del espacio que posteriormente se expande cuando se entra en el edificio principal, donde las columnas dendriformes se elevan más de dos plantas. Este aumento de la altura al entrar en el edificio administrativo crea una liberación de la compresión espacial que hace que el espacio parezca mucho mayor de lo que es en realidad. La compresión y la liberación del espacio fueron conceptos que usó Wright en muchos de sus diseños, incluido la sala de juegos en su Casa y Estudio de Oak Park, el Unity Temple en Oak Park (Illinois), el Museo Solomon R. Guggenheim en Nueva York, y muchos otros.
Por toda la "Gran Sala de Trabajo," una serie de delgadas columnas dendriformes se elevan para extenderse en la parte superior, formando el techo. Los espacios entre los círculos son claraboyas realizados con tubos de vidrio Pyrex. En las esquinas, donde las paredes usualmente se encuentran con el techo, los tubos de vidrio continúan, y concectan con las claraboyas creando un efecto de claristorio y dejando entrar una agradable luz indirecta. La Gran Sala de Trabajo es la mayor extensión de espacio en la sede de la  Johnson Wax, y no tiene muros interiores. Fue destinada originalmente para los secretarios de la Johnson Wax Company, mientras que un entresuelo alberga las oficinas de los administradores.

## Construcción

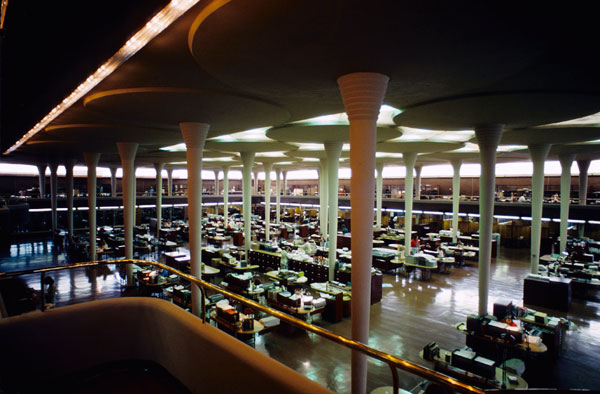
Interior, la "Gran Sala de Trabajo" del edificio

La construcción del edificio de la Johnson Wax creó controversias al arquitecto. En la Gran Sala de Trabajo, las columnas dendriformes tienen un diámetro de 23 cm en la base y 550 cm en la parte superior, en una plataforma circular que Wright denominó el "nenúfar." Esta diferencia en diámetro entre la base y la parte superior no cumplía con las normas de construcción de la época. Los inspectores de construcción exigieron que se construyera una columna de prueba y se cargara con doce toneladas de material. La columna de prueba fue suficientemente fuerte para resistir con cinco veces dicha carga, sesenta toneladas, antes que el "cáliz" (la parte de la columna que se junta con el nenúfar) se rompió (tirando las sesenta toneladas al suelo, y reventando una tubería de agua diez metros bajo tierra). Después de esta demostración, le dieron a Wright el permiso de construcción.
Además, era muy difícil sellar adecuadamente los tubos de vidrio de las claraboyas y el techo, causando fugas. Este problema no se solucionó hasta que la empresa sustituyó las capas superiores de tubos con claraboyas de láminas de fibra de vidrio y láminas moldeadas de Plexiglas con líneas oscuras pintadas para parecerse a las juntas originales. Finalmente, el diseño de Wright de las sillas para el edificio tenía solo tres patas, supuestamente para fomentar una mejor postura (porque uno tendría que tener ambos pies en el suelo para poder sentarse). Sin embargo, la silla resultó muy inestable, volcando con facilidad. Herbert Johnson, que necesitaba un nuevo diseño de las sillas, supuestamente pidió a Wright que se sentara en una de las sillas de tres patas y, después de que Wright cayera de la silla, el arquitecto diseñó nuevas sillas para la Johnson Wax con cuatro patas. Estas sillas, y el otro mobiliario de oficinas diseñado por Wright, todavía está en uso. A pesar de estos problemas, Johnson quedó satisfecho con el diseño del edificio, y posteriormente encargaría a Wright la Torre de Investigación, y una casa conocida como Wingspread.

## Torre de Investigación
La Torre de Investigación se añadió posteriormente al edificio. En voladizo desde una pila gigante, los forjados de la torre se extienden como tres ramas, contemplando la segmentación vertical de los departamentos. Los ascensores y las escaleras discurren por el núcleo del edificio. El único núcleo central reforzado, denominado por Wright raíz primaria, se basó en una idea propuesta por él mismo para la St. Mark's Tower en 1929. Wright recicló la raíz primaria de la Price Tower de Bartlesville, Oklahoma en 1952. Liberada de los elementos de soporte periféricos, la torre se eleva desde un jardín y tres fuentes que rodean la base mientras que un patio espacioso en los otros tres lados ofrece un amplio aparcamiento para los trabajadores.
La Torre de Investigación ya no está en uso debido al cambio en las normas de seguridad, aunque la empresa está comprometida a preservar la torre como un símbolo de su historia.

## Legado
Los edificios de la Johnson Wax están en el Registro Nacional de Lugares Históricos, y fueron elegidos por el American Institute of Architects como dos de los diecisiete edificios del arquitecto para ser conservados como ejemplos de su contribución a la cultura americana. Además, ambos fueron designados Hito Histórico Nacional en 1976.
En 2008, el Servicio de Parques Nacionales presentó la Sede de la Johnson Wax y la Torre de Investigación, junto con otros nueve edificios de Frank Lloyd Wright, como candidato para el Patrimonio de la Humanidad. Los diez edificios se han propuesto como un solo lugar. La nota de prensa del 22 de enero de 2008 del Servicio de Parques Nacionales que anuncia las nominaciones afirma que, "la preparación de una candidatura es el primer paso para el proceso de nominación de un lugar como Patrimonio de la Humanidad."